# Sébastien Léger
Sébastien Léger (Evry, 3 februari 1979) is een Franse dj en producer van house, techno en electromuziek. Léger spreekt Engels, Frans en Nederlands.

## Biografie
Hij staat genoteerd op de 133e plek bij The DJ List. Zijn singles Hit Girl, Hypnotized en Aqualight zijn dance hitsingles die veel worden gedraaid bij uitgaansplekken in heel Europa. Bekende remixen die Léger heeft gedaan betreft Ida Engberg, Kylie Minogue, Armand Van Helden, Justin Timberlake, Duran Duran, Etienne de Crécy en Groove Armada. Op 10 mei 2008 maakte Léger zijn debuut bij BBC Radio 1's Essential Mix, dat zorgde voor twee uur house, techno en minimal muziek.

## Discografie

### Singles en ep's
- 2000 "You Can Hide From Your Beats"
- 2000 "Champagne Party / Spootch" (onder naam van The Deaf'n'dumb Crew)
- 2000 "Off The Wall / Tonite"
- 2001 "We Are"
- 2002 "Liberian Track" (onder naam van Elesse)
- 2002 "Requiem" (onder naam van The Last Blade)
- 2002 "We Are EP"
- 2002 "Victory EP"
- 2003 "Azidobrazil / Listen"
- 2004 "Hands On Me" (onder naam van Sebago)
- 2004 "Grab My Hipps / My Slap"
- 2005 "1979 EP"
- 2005 "Epoxy EP"
- 2005 "Take Your Pills"
- 2006 "Hit Girl"
- 2006 "Bad Clock EP"
- 2006 "Cosmogold EP"
- 2006 "Hypnotized" samen met Gia Mellish
- 2007 "Aqualight"
- 2007 "Mercury / Mars"
- 2007 "Pluton / Saturn"
- 2007 "Venus / Jupiter"
- 2008 "Terra / Cylo"
- 2008 "Talisman / Bambou"
- 2008 "Word"
- 2008 "Jaguar"

### Albums
- 2002 "King Size"
- 2007 "Planets"

- Bibliothèque nationale de France: cb140544700 (data)
- International Standard Name Identifier: 0000 0000 7840 564X
- MusicBrainz: fbea756d-95e1-4a55-b6a2-05b5535722d7
- Nationale Bibliotheek van Tsjechië: xx0107428
- Virtual International Authority File: 42043269